# Stanisław Lubomirski (wojewoda krakowski)

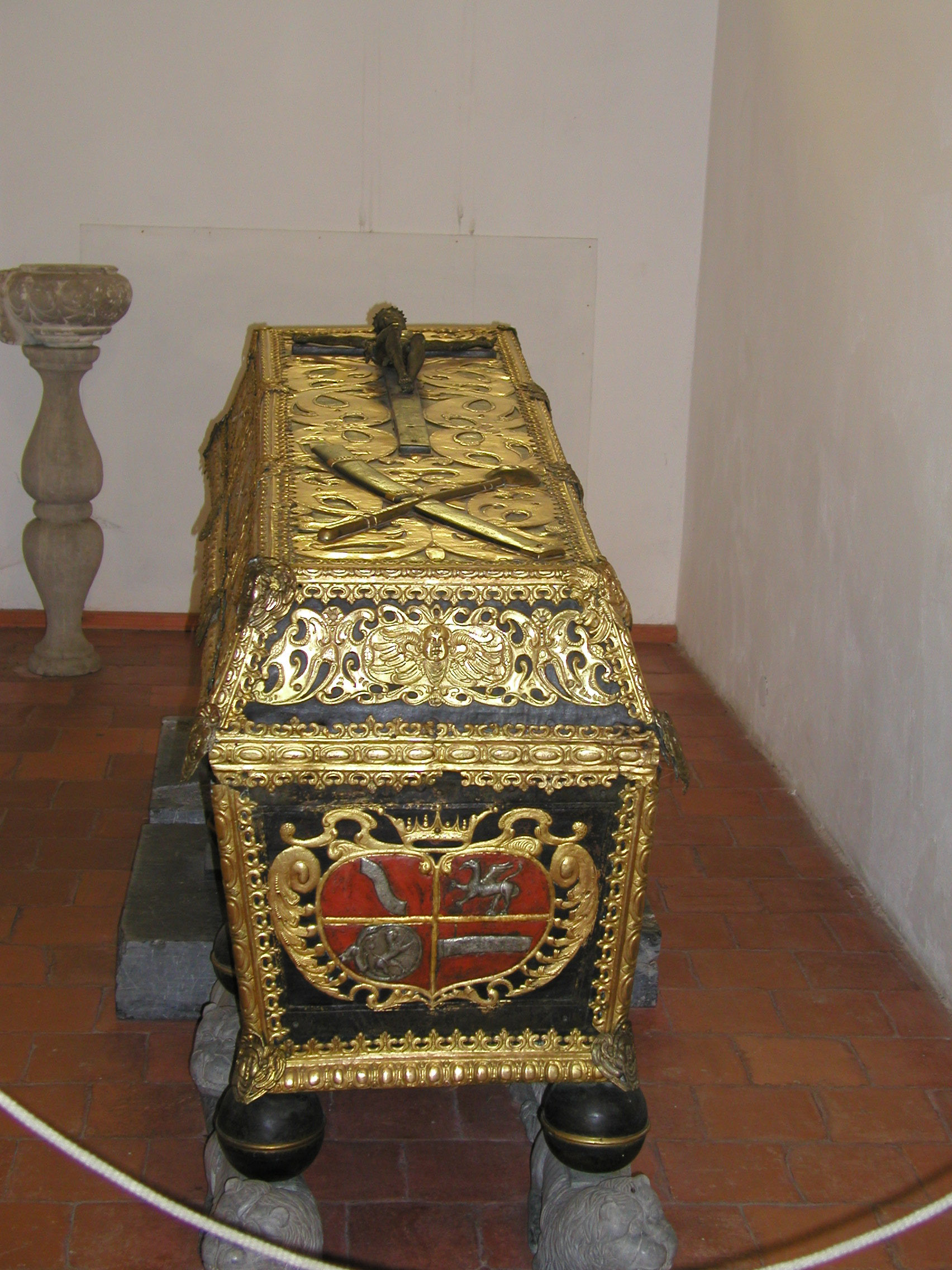
Sarkofag Stanisława Lubomirskiego

Stanisław Lubomirski herbu Szreniawa bez Krzyża (ur. w 1583, zm. 17 czerwca 1649) – wojewoda krakowski od 1638, wojewoda ruski w latach 1629–1638, marszałek Trybunału Głównego Koronnego w 1625, podczaszy wielki koronny w 1620, krajczy wielki koronny w 1619, starosta generalny krakowski w latach 1638–1646, starosta spiski w 1605, starosta sandomierski w 1613, starosta lelowski w 1620, starosta białocerkiewski w 1620, starosta zatorski w 1633, starosta krzepicki w 1634, starosta niepołomicki w 1635, starosta grybowski w latach 1626-1628 i starosta sądecki, starosta dobczycki w latach 1610-1622, dworzanin królewski w 1608 roku, rotmistrz wojska powiatowego województwa krakowskiego w 1618 roku, 1619 roku, 1620 roku.
Obrońca Chocimia przed Turkami (1621), uważany za jednego z najbardziej wpływowych ludzi w Polsce. Właściciel 18 miast, 313 wsi i 163 folwarków.

## Pochodzenie i rodzina
Był synem Sebastiana i Anny z Branickich. Ożenił się z Zofią Ostrogską. Po śmierci ojca w 1613 odziedziczył tytuł hrabiego na Wiśniczu i Jarosławiu.
Był ojcem Jerzego Sebastiana (1616–1667), marszałka wielkiego koronnego i hetmana polnego, Konstantego Jacka (1620–1663), krajczego i podczaszego koronnego, oraz Aleksandra Michała (ok. 1614–1677), wojewody krakowskiego. Jego córkami były: Konstancja i Anna Krystyna Lubomirska, którą poślubił Albrycht Stanisław Radziwiłł.

## Wykształcenie
W wieku jedenastu lat został wysłany na naukę do Niemiec, aby uczyć się w Kolegium Jezuitów w Monachium. Towarzyszyli mu znajomi ojca – Józef Kępiński i Jan Gębczyński – wyznaczeni na preceptorów. Po dwóch latach nauki (1595–1597) opuścił Monachium; później przez rok (1600) studiował w Padwie. Odbył peregrynację do Włoch, Francji, Niderlandów i Niemiec.

## Działalność wojskowa i polityczna
Dowodził jako regimentarz w 1621 wojskami koronnymi i litewskimi w bitwie pod Chocimiem po śmierci Chodkiewicza. W 1629 roku został wojewodą ruskim, w 1638 krakowskim, a w 1647 otrzymał od cesarza Ferdynanda III tytuł książęcy.
Poseł na sejm warszawski 1626 roku.
Był najpotężniejszym magnatem w Małopolsce; pomnożył majątek swego rodu. Cieszył się wielką popularnością wśród szlachty; przekazywał też szczodre donacje dla kościołów.
Był elektorem Władysława IV Wazy z województwa ruskiego w 1632. W 1633 roku wszedł w skład komisji do wojny z Moskwą i organizacji wojska. W 1634 roku wyznaczony na sejmie komisarzem z Senatu do zapłaty wojsku.

## Fundacje

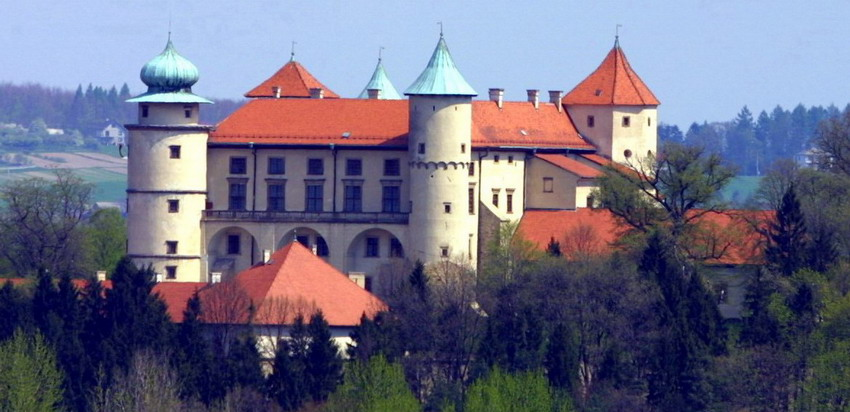
Zamek w Wiśniczu

- klasztor i Kolegium Pijarów w Podolińcu na Spiszu.
- Inicjator rozbudowy zamku w Łańcucie i pierwszy z tego rodu pan na Łańcucie. Wybudował tam też potężne fortyfikacje bastionowe.
- rozbudowa zamku w Nowym Wiśniczu
- klasztor i kościół karmelitów bosych w Nowym Wiśniczu
- kościół parafialny w Nowym Wiśniczu
- kaplica św. Karola Boromeusza w kościele pw. Dziesięciu Tysięcy Męczenników w Niepołomicach
- kościół w Berdyczowie
- rozbudowa zamku w Sandomierzu (zachował się barokowy portal z herbem Szreniawa)
- przebudował w stylu barokowym willę Decjusza w Krakowie
- rezydencja w Kolbuszowej
- kościół w Szczepanowie[13]

## Przodkowie
| Pradziadkowie                                                  | Feliks Lubomirski (1480-1533) herbu Drużyna ∞ Beata Jawecka Czarna herbu Odrowąż | Feliks Lubomirski (1480-1533) herbu Drużyna ∞ Beata Jawecka Czarna herbu Odrowąż | Jeromos Kolosváry zabláthi ∞ Borbála Korláthkeőy                             | Jeromos Kolosváry zabláthi ∞ Borbála Korláthkeőy                             | Mikołaj Branicki (1480-1558) herbu Gryf ∞ Katarzyna Dłuska herbu Grzymała | Mikołaj Branicki (1480-1558) herbu Gryf ∞ Katarzyna Dłuska herbu Grzymała | Kotowicz herbu Kotwicz ∞ X                                   | Kotowicz herbu Kotwicz ∞ X                                   |
| Dziadkowie                                                     | Stanisław Lubomirski (1513–1577) ∞ Barbara Kolosváry (Hruszowska, 1510-1561)     | Stanisław Lubomirski (1513–1577) ∞ Barbara Kolosváry (Hruszowska, 1510-1561)     | Stanisław Lubomirski (1513–1577) ∞ Barbara Kolosváry (Hruszowska, 1510-1561) | Stanisław Lubomirski (1513–1577) ∞ Barbara Kolosváry (Hruszowska, 1510-1561) | Grzegorz Branicki (1534–1595) ∞ Katarzyna Kotwicz (+1588)                 | Grzegorz Branicki (1534–1595) ∞ Katarzyna Kotwicz (+1588)                 | Grzegorz Branicki (1534–1595) ∞ Katarzyna Kotwicz (+1588)    | Grzegorz Branicki (1534–1595) ∞ Katarzyna Kotwicz (+1588)    |
| Rodzice                                                        | Sebastian Lubomirski (1546–1613) ∞ Anna Branicka (1562–1639)                     | Sebastian Lubomirski (1546–1613) ∞ Anna Branicka (1562–1639)                     | Sebastian Lubomirski (1546–1613) ∞ Anna Branicka (1562–1639)                 | Sebastian Lubomirski (1546–1613) ∞ Anna Branicka (1562–1639)                 | Sebastian Lubomirski (1546–1613) ∞ Anna Branicka (1562–1639)              | Sebastian Lubomirski (1546–1613) ∞ Anna Branicka (1562–1639)              | Sebastian Lubomirski (1546–1613) ∞ Anna Branicka (1562–1639) | Sebastian Lubomirski (1546–1613) ∞ Anna Branicka (1562–1639) |
| Stanisław Lubomirski (1583–1649) ∞ Zofia Ostrogska (1595–1622) |                                                                                  |                                                                                  |                                                                              |                                                                              |                                                                           |                                                                           |                                                              |                                                              |